# Târgu Ocna
Târgu Ocna là một thị xã thuộc hạt Bacău, România. Dân số thời điểm năm 2002 là 13598 người.